# Tour de France 2016/18. Etappe
Die 18. Etappe der Tour de France 2016 war ein 17 Kilometer langes Bergzeitfahren, das am 21. Juli 2016 ausgetragen wurde. Es führte von Sallanches nach Megève. Es gab drei Zwischenzeitnahmen nach 6,5, 10 und 13,5 Kilometern. Zwischen Start- und Zielort lagen etwa 500 Meter Höhenunterschied, der höchste Punkt dieser Etappe wurde an der 1219 Meter hohen Côte des Chozeaux erreicht.

## Rennverlauf
Das Zeitfahren begann wie schon auf der 13. Etappe mit dem Start des Iren Sam Bennett (BOA), der in der Gesamtwertung vor dem Start auf dem letzten Platz mit vier Stunden, zehn Minuten und zwei Sekunden Rückstand auf Chris Froome (SKY) lag.
Die erste etwas länger bestehende Bestzeit lieferte der Franzose Nicolas Edet (COF). Danach war Jérôme Coppel (IAM) etwas deutlicher in Führung und auch der erste Fahrer, der die 17 Kilometer in unter 32 Minuten absolvierte. Coppel wurde an der Rennspitze anschließend von Ion Izagirre (MOV) abgelöst. Schneller war dann noch Thomas De Gendt (LTS), ehe Tom Dumoulin (TGA) mit 31:04 Minuten eine Bestzeit aufstellte, die nur noch vom späteren Etappensieger Froome unterboten werden konnte.
Als erster Fahrer der besten Zehn im Gesamtklassement ging Louis Meintjes (LAM) an den Start. Ihm gelang ebenso wie Joaquim Rodríguez (KAT) ein gutes Zeitfahren. Beide konnten sich in der Gesamtwertung um je einen Platz verbessern, Meintjes vorbei an Daniel Martin (EQS) vom 10. auf den 9. Platz, Rodríguez verdrängte den Tschechen Roman Kreuziger (AST) vom elften auf dem zwölften Platz.
Richie Porte (BMC) lag zur ersten Zwischenzeit neun Sekunden vor Tom Dumoulin, konnte den Vorsprung ihm gegenüber aber nicht halten und kam schließlich mit neun Sekunden Rückstand ins Ziel. Zeitgleich mit Porte im Ziel war Fabio Aru (AST). Romain Bardet (ALM) fuhr im ersten Abschnitt etwas langsamer, konnte sich aber zum Ende des Zeitfahrens hin steigern und kam als Vierter hinter Dumoulin, Aru und Porte ins Ziel.
Der Gesamtsieges-Mitfavorit Nairo Quintana (MOV) verlor einmal mehr deutlich an Zeit, vor allem auch gegenüber dem als Letzten gestarteten Chris Froome. Adam Yates (OBE) und Bauke Mollema (TFS) fielen ebenfalls weit hinter Dumoulin, Porte, Aru und auch hinter De Gendt, Izagirre, Rodríguez und Coppel zurück.
Nachdem Chris Froome an der ersten Zwischenzeit noch deutlich hinter Dumoulin gelegen hatte, nahm er diesem im weiteren Verlauf kontinuierlich Zeit ab und lag somit bei der dritten Zeitnahme bereits 13 Sekunden in Führung. Bis zum Ziel gelang es dem Gesamtführenden, den Vorsprung auf 21 Sekunden auszubauen und damit die zweite Tour-Etappe 2016 zu gewinnen.
Mit dem Sieg im Bergzeitfahren vergrößerte Froome auch den Abstand zu allen direkten Konkurrenten um das Gesamtklassement, Bauke Mollema lag als Zweitplatzierter nun 3:52 Minuten hinter dem Briten.
Für die schnellste Zeit an der Côte de Domancy gewann Richie Porte den mit 5.000 Euro dotierten Prix Bernard Hinault.

## Zwischenzeiten
| Côte de Domancy Zwischenzeit 1 nach 6,5 km auf 810 m |                        |                          |            |
| 1.                                                   | Australien             | Richie Porte (BMC)       | 11:33 min  |
| 2.                                                   | Niederlande            | Tom Dumoulin (TGA)       | + 0:09 min |
| 3.                                                   | Vereinigtes Konigreich | Adam Yates (OBE)         | + 0:10 min |
| 4.                                                   | Belgien                | Thomas De Gendt (LTS)    | + 0:21 min |
| 5.                                                   | Vereinigtes Konigreich | Chris Froome (SKY)       | + 0:23 min |
| 6.                                                   | Spanien                | Joaquim Rodríguez (KAT)  | + 0:24 min |
| 7.                                                   | Italien                | Fabio Aru (AST)          | + 0:25 min |
| 8.                                                   | Spanien                | Alejandro Valverde (MOV) | + 0:27 min |
| 9.                                                   | Frankreich             | Jérôme Coppel (IAM)      | gl. Zeit   |
| 10.                                                  | Frankreich             | Tony Gallopin (LTS)      | + 0:28 min |

| Combloux Zwischenzeit 2 nach 10 km auf 978 m |                        |                         |            |
| 1.                                           | Niederlande            | Tom Dumoulin (TGA)      | 18:49 min  |
| 2.                                           | Australien             | Richie Porte (BMC)      | + 0:10 min |
| 3.                                           | Vereinigtes Konigreich | Chris Froome (SKY)      | gl. Zeit   |
| 4.                                           | Italien                | Fabio Aru (AST)         | + 0:24 min |
| 5.                                           | Frankreich             | Romain Bardet (ALM)     | + 0:35 min |
| 6.                                           | Belgien                | Thomas De Gendt (LTS)   | + 0:37 min |
| 7.                                           | Spanien                | Ion Izagirre (MOV)      | + 0:39 min |
| 8.                                           | Vereinigtes Konigreich | Adam Yates (OBE)        | + 0:42 min |
| 9.                                           | Spanien                | Joaquim Rodríguez (KAT) | + 0:44 min |
| 10.                                          | Frankreich             | Jérôme Coppel (IAM)     | + 0:46 min |

| Les Berthelets Zwischenzeit 3 nach 13,5 km auf 1115 m |                        |                         |            |
| 1.                                                    | Vereinigtes Konigreich | Chris Froome (SKY)      | 24:48 min  |
| 2.                                                    | Niederlande            | Tom Dumoulin (TGA)      | + 0:13 min |
| 3.                                                    | Australien             | Richie Porte (BMC)      | + 0:22 min |
| 4.                                                    | Italien                | Fabio Aru (AST)         | + 0:29 min |
| 5.                                                    | Frankreich             | Romain Bardet (ALM)     | + 0:43 min |
| 6.                                                    | Belgien                | Thomas De Gendt (LTS)   | + 0:52 min |
| 7.                                                    | Spanien                | Ion Izagirre (MOV)      | + 0:56 min |
| 8.                                                    | Spanien                | Joaquim Rodríguez (KAT) | + 1:02 min |
| 9.                                                    | Frankreich             | Jérôme Coppel (IAM)     | + 1:03 min |
| 10.                                                   | Vereinigtes Konigreich | Adam Yates (OBE)        | + 1:05 min |

## Aufgaben
- Fabian Cancellara (TFS): Nicht zur Etappe angetreten
- Shane Archbold (BOA): Nicht zur Etappe angetreten